# Hypotrachyna physodalica
Hypotrachyna physodalica är en lavart som först beskrevs av Hale, och fick sitt nu gällande namn av Hale. Hypotrachyna physodalica ingår i släktet Hypotrachyna och familjen Parmeliaceae.   Inga underarter finns listade i Catalogue of Life.